# Oost-Nederduits

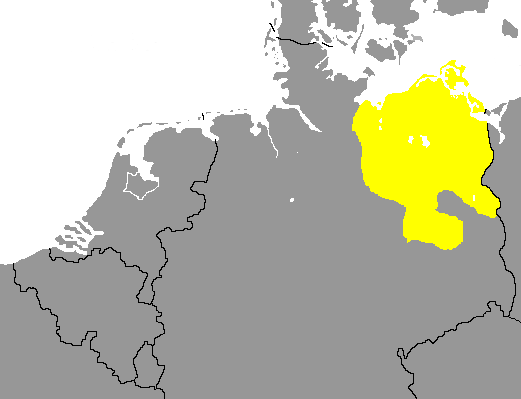
Hedendaagse taalgebied van het Oost-Nederduits, na de verdrijving van de Duitsers uit Polen

Oost-Nederduits is een groep niet-gestandaardiseerde West-Germaanse Nederduitse variëteiten. Die worden voornamelijk in het oostelijk deel van Duitsland gesproken. Oostnederduits hoort bij de Platduitse taal. 
Duitsland erkent het Oost-Nederduits als deel van het Nederduits officieel als streektaal en zegt er beperkte steun aan toe, zoals geformuleerd in hoofdstuk 2 van het Europees Handvest voor regionale talen of talen van minderheden. 

## Dialecten
Oost-Nederduitse dialecten zijn:
- In Duitsland:
  - Marks-Brandenburgs (in Brandenburg, noordelijk Saksen-Anhalt), inclusief Middel-Pommers
  - Mecklenburgs-Voorpommers (in Mecklenburg-Voor-Pommeren), inclusief West-Pommers
- In Polen sinds 1945 (daarvoor in Achter-Pommeren, West- en Oost-Pruisen, Estland en Letland):
  - Oost-Pommers (gesproken door minderheden in Pommeren en Brazilië; inclusief West-Pruisisch in Polen)
  - Nederpruisisch (gesproken door minderheden rondom Danzig in noordelijk Polen; bijna uitgestorven sinds 1945). Hieronder valt ook het het Plautdietsch

Bij het Oost-Nederduits hoort ook het Plautdietsch, dat in Duitsland in de omgeving van Bielefeld, in Paraguay en de VS gesproken wordt.